# Vest-Agder fylke
Vest-Agder fylke var ett fylke i södra Norge. Kristiansand var fylkets residensstad och största stad.
Den 1 januari 2020 inrättades Agder fylke, bildat genom sammanslagning av Aust-Agder fylke och Vest-Agder fylke.

## Kommuner
Fylket hade 15 kommuner. I tabellen nedan kan man välja om raderna ska vara sorterade efter kommunkod, kommunnamn eller folkmängd år 2006.

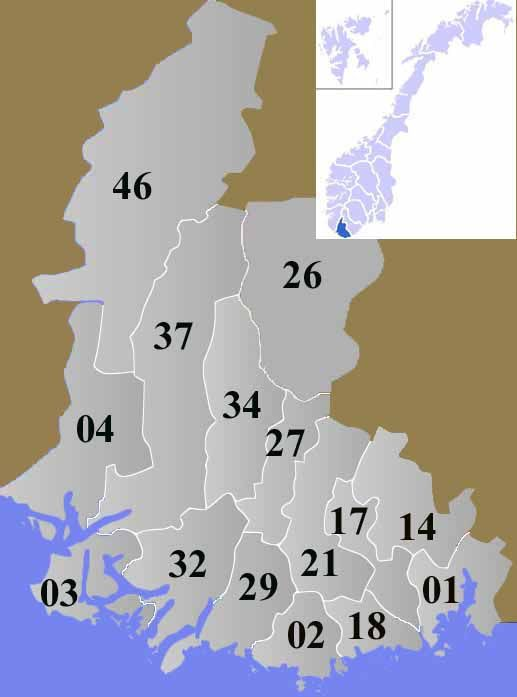
Vest-Agder Fylke, siffrorna i kartan anger de två sista siffrorna i kommunnumret, se tabellen

| Nr   | Kommun               | Folkmängd 2006 |
| ---- | -------------------- | -------------- |
| 1001 | Kristiansands kommun | 77840          |
| 1002 | Mandals kommun       | 14200          |
| 1003 | Farsunds kommun      | 9386           |
| 1004 | Flekkefjords kommun  | 8860           |
| 1014 | Vennesla kommun      | 12555          |
| 1017 | Songdalens kommun    | 5664           |
| 1018 | Søgne kommun         | 9743           |
| 1021 | Marnardals kommun    | 2147           |
| 1026 | Åserals kommun       | 893            |
| 1027 | Audnedals kommun     | 1595           |
| 1029 | Lindesnes kommun     | 4520           |
| 1032 | Lyngdals kommun      | 7368           |
| 1034 | Hægebostads kommun   | 1599           |
| 1037 | Kvinesdals kommun    | 5595           |
| 1046 | Sirdals kommun       | 1737           |

## Fylkets tätorter kommunvis
| Audnedals kommun - Tätorter saknades Farsunds kommun - Farsund - Vanse - Vestbygda Flekkefjords kommun - Flekkefjord - Åna-Sira Delvis i Sokndals kommun Hægebostads kommun - Tätorter saknas Kristiansands kommun - Justvik - Kristiansand - Skålevik - Strai - Tveit - Vennesla Huvuddelen i Vennesla kommun Kvinesdals kommun - Feda - Liknes Lindesnes kommun - Høllen - Svennevik - Vigeland | Lyngdals kommun - Lyngdal - Skomrak - Svenevik Mandals kommun - Krossen - Mandal Marnardals kommun - Øyslebø Sirdals kommun - Tonstad Songdalens kommun - Nodeland - Nodelandsheia - Volleberg Søgne kommun - Ausvika - Søgne Vennesla kommun - Skarpengland - Vennesla Mindre del i Kristiansands kommun Åserals kommun - Tätorter saknades |